# アレクシス・クライムズ
アレクシス・クライムズ（Alexis Crimes、1986年6月12日 - ）は、アメリカ合衆国の元女子バレーボール選手。現役時代のポジションはミドルブロッカー。元アメリカ合衆国代表。

## 来歴
2004年にカリフォルニア州立大学に進学。2008年にアメリカ合衆国代表に初選出され、同年のパンアメリカンカップでベストスパイカー賞を受賞し、翌年のワールドグランプリにも出場した。イタリア、ポーランド、トルコなどのクラブチームで10年間活躍し、2018年に現役引退した。

## 球歴
- ワールドグランプリ - 2009年、2016年

## 受賞歴
- 2008年 パンアメリカンカップ ベストスパイカー賞

## 所属クラブ
- カリフォルニア州立大学（2004-2007年）
- ナショナルチーム（2007-2009年）
- Llaneras de Toa Baja（2009年）
- ナショナルチーム（2009-2010年）
- SVS Post Schwechat（2010-2011年）
- BKS Stal Bielsko-Biała（2011-2012年）
- ベルガモ（2012-2013年）
- Lokomotiv VK（2013-2014年）
- Sarıyer Belediye Spor Külübu（2014-2018年）